# Hundsbusch
Der Hundsbusch ist ein Waldgebiet im Wuppertaler Wohnquartier Uellendahl-Ost im Stadtbezirk Uellendahl-Katernberg.

## Lage und Beschreibung
Das Waldgebiet, dessen Name vermutlich auf das Tier zurückgeht, ist Namensgeber für die Ortslage Am Hundsbusch. Im Norden ist das Gebiet durch die Straße Westfalenweg und im Süden durch die Hans-Böckler-Straße begrenzt. 
Der Wald besteht aus Eschen, Birken, Buchen, Hainbuchen und Eichen. Ein Teil der Eschen war Anfang 2022 vom Eschentriebsterben, einem Pilzbefall, betroffen. Neben zahlreichen Eschen stellten auch einige andere von der Trockenheit zwischen 2018 und 2022 geschädigte Bäume eine Verkehrsgefährdung dar und mussten von der Stadt Wuppertal gefällt werden.